# Harmath Jolán
Harmath Jolán (Nagyvárad, 1903. július 19. – ?) színésznő.

## Életpályája
A színiiskolát Nagyváradon végezte el. Pályáját is Kovács Imrénél kezdte Nagyváradon. 1929-ben debütált a színpadon. 1931–1932 között Hevesi Miklós társulatában játszott. 1932-ben Felvidéken szerepelt. 1934–1938 között Kolozsváron színészkedett. 1938–1940 között Aradon volt látható. 

## Színházi szerepei
- Zilahy Lajos: A szűz és a gödölye – Margit
- Schiller: Ármány és szerelem – Lujza
- Molnár Ferenc: Liliom - Julika